# 반란적 아나키즘
반란적 아나키즘(insurrectionary anarchism)은 혁명적 아나키스트 운동에서 이론과 실천으로서 반역을 강조하는 아나키즘 경향이다. 이것은 노동조합이나 연맹처럼 정치적인 프로그램이나 정기적인 대회를 기반으로 하는 형식적인 조직을 비판한다. 대신 반란적 아나키스트들은 비공식 조직(informal organization)이나 어피너티 그룹 기반의 조직을 선호한다. 반란적 아나키스트들은 지속적인 계급 충돌, 계급의 적과의 협상과 타협 거부 그리고 공격 등에 가치를 둔다.
현대 반란적 아나키즘은 반조직 경향의 아나코 코뮤니즘과일리걸리즘의 견해와 전술을 이어받았다.

## 기원과 발전

### 19세기
정강주의적 아나키스트 조 블랙은(Joe Black) 다음과 같이 말했다.  "전술로부터 이데올로기가 구성되는 것은 아나키즘 내에서 오랜 전통을 가지고 있다. 아나키스트들은  오랫동안 반란에 깊히 참여해왔고, 놀랍지도 않게 그러한 움직임으로부터 반란주의라는 이데올로기가 나타나게 되었다." 영향력 있는 반란의 개인주의적 개념은 막스 슈티르너의 유일자와 그 소유에 등장한다. 슈티르너는 다음과 같이 선언했다.
| “ | 혁명과 반역은 결코 동의어로 간주되어서는 안된다. 전자는 국가와 사회의 기존 조건 안에서의 단순한 위치의 전복이며, 정치적이거나 사회적인 행위이다. 반면 후자는 그것의 불가피한 결과로서 환경의 변화를 초래하지만, 이는 그것을 위한 목적이 아닌 개인의 불만에서 시작하는 것이다. 이것은 단지 무장봉기가 아니라, 그것이 초래할 협약을 고려치 않는 개인의 반역이다. 혁명은 새로운 협약을 맺는 것을 목표로 하나, 반역은 우리를 더 이상 지배 받지 않을 길로 이끌며, 단지 우리 자신과 약속하게 만든다. 또한 더 이상 제도에 의존하도록 만들지도 않는다. 이것은 확립된 것과의 싸움이 아니다. 존재하는 것들이 지금은 번영할 지라도, 내가 그것으로부터 자신을 해방시키기만 한다면 그것은 스스로 붕괴되기 시작할 것이기 때문이다. 단지 내가 확립된 것에서 떠나는 것만으로도 그것은 쇠락하며 죽어갈 것이다. 이제 나의 목표는 단지 확립된 질서를 전복하는 것이 아니라 그것을 뛰어 넘는 것이다. 나의 목표와 행위는 정치적이거나 사회적인 것이 아니라 에고이스트적 행위이자 목적이다. | ” |

미하일 바쿠닌은 반역의 힘에 집중하는 아나키즘의 발전에 역사적으로 중요한 역할을 했다. 대체로 중앙 집행적 구조 내에서 인터내셔널에 대한 그의 지지를 구축한 마르크스와는 달리, 바쿠닌은 특히 남부 유럽에서 자율적인 반란을 기반으로한 통합된 행동에 대한 지지를 구축하는 일을 했다. 그리고 바쿠닌 이후 반란적 아나키즘은 남부 유럽에서 집중적으로 형성되었다. 이후 1876년, 이탈리안 아나키스트 에리코 말라테스타는 베른에서 열린 제1 인터내셔널의 회의에서 다음과 같이 주장했다. “혁명은 말보다는 행동으로 구성된 것이다. 그리고 행동은 가장 효과적인 형태의 프로파간다이다.” 쥐라 연맹의 회보에서 그는 다음과 같이 선언했다. “이탈리아 연맹은 행위에 의해 사회주의의 원칙을 단언하는 것이 가장 효과적인 프로파간다의 수단이라고 생각한다.”
아나코 코뮤니즘은 19세기 중엽 바쿠닌의 집산주의, 생디칼리즘에 참여를 통한 아나키즘 운동, 그리고 노동 운동과 여러 다른 이슈들에 대한 논쟁을 통해 등장했다.
표트르 크로폿킨과 같은 이들에 의해 정교화된 아나코 코뮤니즘의 혁명 이론에서 “이것은 기업에서 조직된 노동 계급(자본주의적 생산 양식의 세포) 그리고 고용주보다 더 합리적인 산업의 신체 또는 사회적 두뇌(관리자)로서 노동력 자체를 주장하는 것에서 진정한 행위자인 인민을 부활시켰다.
그래서 1880년과 1890년 사이, 형성 과정에서 내재적인 혁명의 관점과 함께, 공식적인 노동운동에 반대하는 이들이 있었다. 그들은 정치적(국가주의적인) 투쟁 뿐만 아니라 노동조합에 의한 조직화와 임금 같은 것들을 목표로한 파업등에 반대 했다. 다만 그들이 파업에 반대 한 것이 아니라, 노동조합과 8시간 노동 같은 사안에 투쟁이 맞춰지는 것을 반대한 것이다. 이러한 반개혁주의적 경향은 반조직 경향을 수반했으며, 이 게릴라들은 수용적 파업 행위를 위해서 실업자들 사이에서 식료품을 비롯한 여러 물품을 수용할 것을 선동했고, 어떤 경우엔 개인의 수복이나 테러리즘을 동반했다.

### 일리걸리즘과 행위의 프로파간다

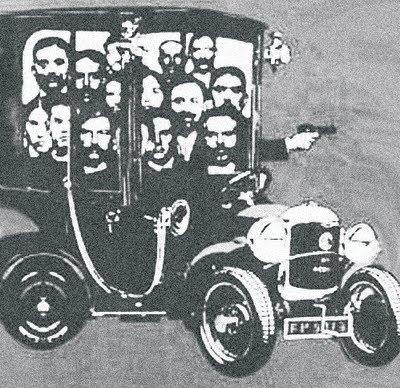
가장 유명한 일리걸리스트 그룹인 보노 갱단의 캐리컬쳐

표트르 크로폿킨을 비롯한 여러 아나키스트들이 그들의 초기 의구심 이후 노동조합에 들어가기로 결정한 것과 달리, 프랑스의 세바스티앙 포르의 Le Libertaire라는 신문을 중심으로 많은 '반생디칼리즘적 아나코 코뮤니스트'들이 남았다. 러시아에선 1905년 이후, 그러한 '반생디칼리즘적 아나코 코뮤니스트'들은 경제적 테러리스트이자 위법적 수용자가 된다." 일리걸리즘은 다음과 같은 특징 안에서 실천 됐다고 분석 된다. "아나키스트 폭탄마와 아나키스트 암살자들(행위의 프로간다) 그리고 아나키스트 강도들은(개인의 수복) 그들의 절망감과 견딜 수 없는 사회에 대한 반감을 폭력적으로 표현했다. 그들은 분명히 반란으로 초대받을 운명이었다.

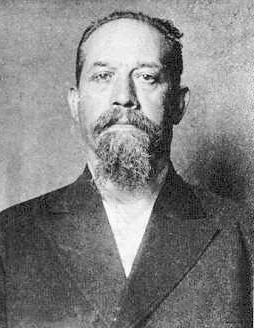
루이지 갈레아니

개인에 의한 그러한 반란 행위 들은 장기적으로 봤을 때 대규모 봉기를 자극하여 혁명에 이를 수 있는 것으로 간주되었다. 이러한 전술의 활동가와 지지자들은 대표적으로 요한 모스트, 루이지 갈레아니 빅토르 세르주 그리고 세베리노 디 조반니 같은 이들이 있었다. "아르헨티나에서 이러한 경향은 극심한 억압이 있었으면서도 한번 강력한 노동 운동이 움찔거렸던 1920년대 말에서 30년대 동안 번성했다. 비록 절망적이었지만, 쇠락하는 운동의 영웅적인 몸부림이었다."
주세페 찬카빌라(Giuseppe Ciancabilla, 1872–1904)는 "Against organization"에서 다음과 같이 썼다. "목표를 겨냥하고, 우리가 붙잡아야 하는 목적지에 붙들리는 것을 원하지 않는다. 우리는 모든 아나키스트들이 자유롭게 그의 감각, 그의 교육, 그의 기질, 그의 투혼을 마음껏 발휘할 수 있는 수단을 택하길 원한다. 우리는 고정된 프로그램을 원하지 않으며 크든 작든 당을 형성하고 싶지 않다. 그러나 우리는 영구적인 기준 없이 순간적 친화도에 따라서 자발적으로 함께할 것이며, 관련된 목표를 진행하거나 중단하기 위해서 지속적으로 그룹을 바꿀 것이고, 그리고 목표에서 우리가 새로운 협력자가 필요하다면 특정한 상황에서 우리처럼 생각하는 이들과 함께할 것이다." 그렇지만 그는 다음과 같이 말하기도 했다. “우리는 조직자에 반대하지 않는다. 그들이 생각하기에 그러한 전술이 마음에 든다면, 계속하길 바란다. 다만 내 생각에는 그것은 어떠한 커다란 사건이나 파괴력을 가질 수 없을 것 같다. 그러나 이것은 그들이 온몸에서 쥐어짜낸 큰소리로 경보를 울리며 우리를 야만인이나 이론적 몽상가로 낙인 찍는것처럼 보인다."
에코 아나키스트 매거진 Do or Die에선 다음과 같은 언급이 있었다. “이것은 오랬동안 지속되어 오고 있는 논쟁이며 반란적 아나키스트 서클 내에선 여전히 진행되고 있는 논쟁이다. 렌조 노바토레는 개인의 반란으로써 싸웠고, 에리코 말라테스타는 사회적 투쟁에서 싸웠다. 하지만 루이지 갈레아니는 그 둘이 전혀 상충되지 않는 것이라고 생각했다."

### 현대적 접근
이러한 아이디어의 부활에 대해 조 블랙은 전후 그리스와 이탈리아의 특이한 조건에 있다고 말한다. “2차 세계대전이 끝나갈 무렵에 두 나라에서는 정말 혁명의 가능성이 있었다.” "그리스는 수십년간의 군사 독재에 고통받고 있었고, 이탈리아는 공산당이 투쟁을 다시 이어가고 있었다. 반란주의는 그런 특정한 상황을 타파하기 위해 탄생한 새로운 사회주의 이데올로기중의 하나였다. " 이탈리아에서 이들은 좀더 전통적인 형태의 Italian Anarchist Federation이나 정강주의로 자신을 규정하지 않는 지역 그룹들로 등장하였다. 이러한 그룹들은 직접행동과 비공식적인 어피너티 그룹, 활동자금의 조달을 위한 수용을 강조했다. 그러한 그룹들 내에서 스페인 망명 아나키스트인 Josep Lluís i Facerias의 실천에 영향을 받은 영향력있는 이탈리아 반란적 아나키스트인 알프레도 M. 보나노가 등장했다.

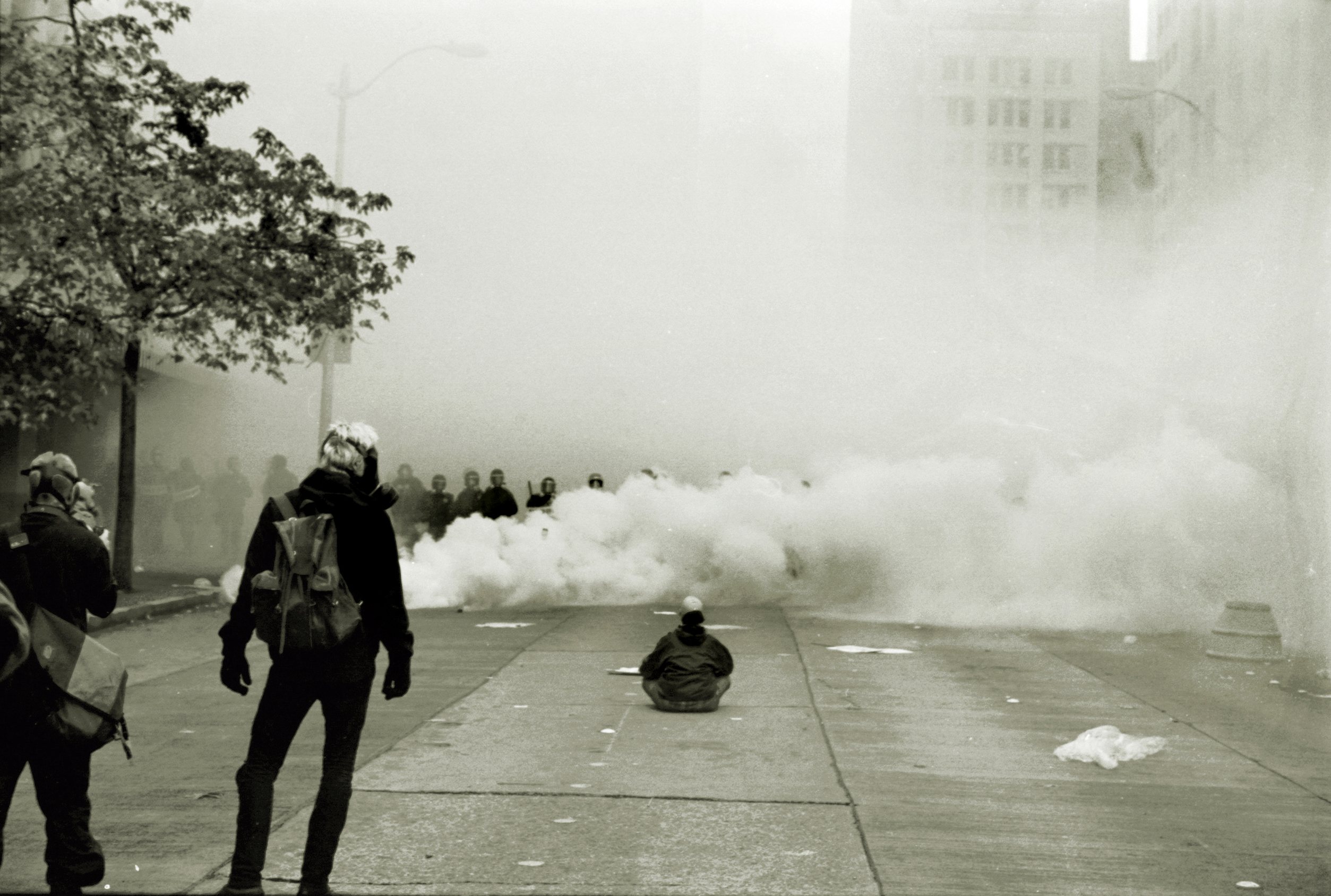
"en:시애틀 전투"에서 진압 경찰과 마주한 시위대

한 반란주의자는 어떻게 이탈리아로부터 이러한 아이디어가 퍼져 나갔는지에 대하여 설명했다. "반란적 아나키즘은 영어권에선 1980년대부터 아나키스트 운동으로서 개발되기 시작했다. 이 이론에 대한 번역을 한 진 위어(Jean Weir)와 그녀의 Elephant Editions와 그녀의 매거진 Insurrection에 감사를 전한다…  캐나다 벤쿠버에서 아나키스트 블랙 크로스에 관련된 동지, 지역 아나키스트 사회 센터, 그리고 No Picnic과 Endless Struggle 같은 매거진이 진 위어의 프로젝트에 영향을 받아 나타났다. 그리고 이것은 이 지역에서 오늘날까지 반란적 아나키즘 실천의 개발에 영향을 미치고 있다... 몬트리올의 Demolition Derby 또한 반란적 아나키스트에 대해 다룬적이 있었다."
매거진 Do or Die는 다음과 같이 보고했다. “많은 이탈리아 반란적 아나키스트들은 70년대 투쟁의 힘에 초점을 맞춘 조직화를 비판했고, 그러한 움직임 밖에서는 많은 비공식적 조직에 대한 아이디어가 등장했다. 70년대의 권위주의적 조직에 대한 비판은 80년대 초기 시칠리아 코미소 군사기지의 반핵 투쟁에서 좀더 세련된 형태로서 나타났다. 자주관리적 연맹으로 구성된 아나키스트들은 그 투쟁에서 매우 적극적으로 행동했다. 1993년 소련의 붕괴 이후 반란적 아나키스트 알프레도 보나노는 반란적 아나키스트들 과의 조율을 위해 For An Anti-authoritarian Insurrectionalist International을 썼다.
조 블랙은 다음과 같이 말했다. “이점에서 반란주의가 영어권 아나키스트 운동에서 더욱 뚜렸한 경향으로 나타난 것은 놀라운 일이 아니다. WTO 저항 운동(시애틀 전투)에서 아나키스트들은 블랙 블록(Black Bloc)을 형성하며 높은 존재감을 나타냈고, 이는 이후 아나키즘 운동의 기폭제가 된다. 미국에선 포스트 레프트 아나키 매거진 Anarchy: A Journal of Desire Armed에 여러 글들을 써서 악명을 얻은 페럴 폰(이후 Wolfi Landstreicher라는 필명으로 글을 쓰게 된다.)은 다음과 같이 언급한다.”반란의 게임에서 정체성과 역할을 이용하는 것은 전략적으로 필요하다. 그러나 사회적 관계의 맥락은 이러한 역할과 정체성을 사용하려는 개인을 정의하는 힘을 가지고 있다. 그렇기에 나, 페럴 폰은 아나키스트... 작가... 슈티르너주의자, 포스트 상황주의자, 반문명 이론가가 되었다… 내 자신의 눈일 수 없다면, 적어도 내글을 읽은 대부분의 사람들의 눈이되기 위하여." 또한 울피 랜드스트라이커는 알프레도 마리아 보나노를 번역했고, 비슷한 경향의 작가인 이탈리아 일리걸리즘적 아나키스트 렌조 노바토레와 브루노 필리피(Bruno Filippi)의 글들을 비롯한 여러 반란주의적 글들을 번역했다. 이것은 최근의 반란적 아나키즘 이론이 막스 슈티르너의 에고이즘에서 어떻게 관련되었는지를 보여준다. 이러한 경향은 칠레같은 곳에서도 나타 났다. Frente Anarquista Revolucionario (Anarchist Revolutionary Front)는 그들의 입장에 대한 오해를 바로잡기 위해 팜플릿을 만들었는데, 여기에는 그들이 알프레도 보나노와 울피 랜드스트라이커 그리고 익명의 반란주의자들의 글에서 어떻게 영향을 받았는지 묘사한다.
수감되어 있는 반란적 아나키즘 철학자인 Michele Fabiani는 명시적인 개인주의적 아나키스트 관점의 에세이 "Critica individualista anarchica alla modernità" (Individualist anarchist critique of modernity)을 쓰기도 했다.

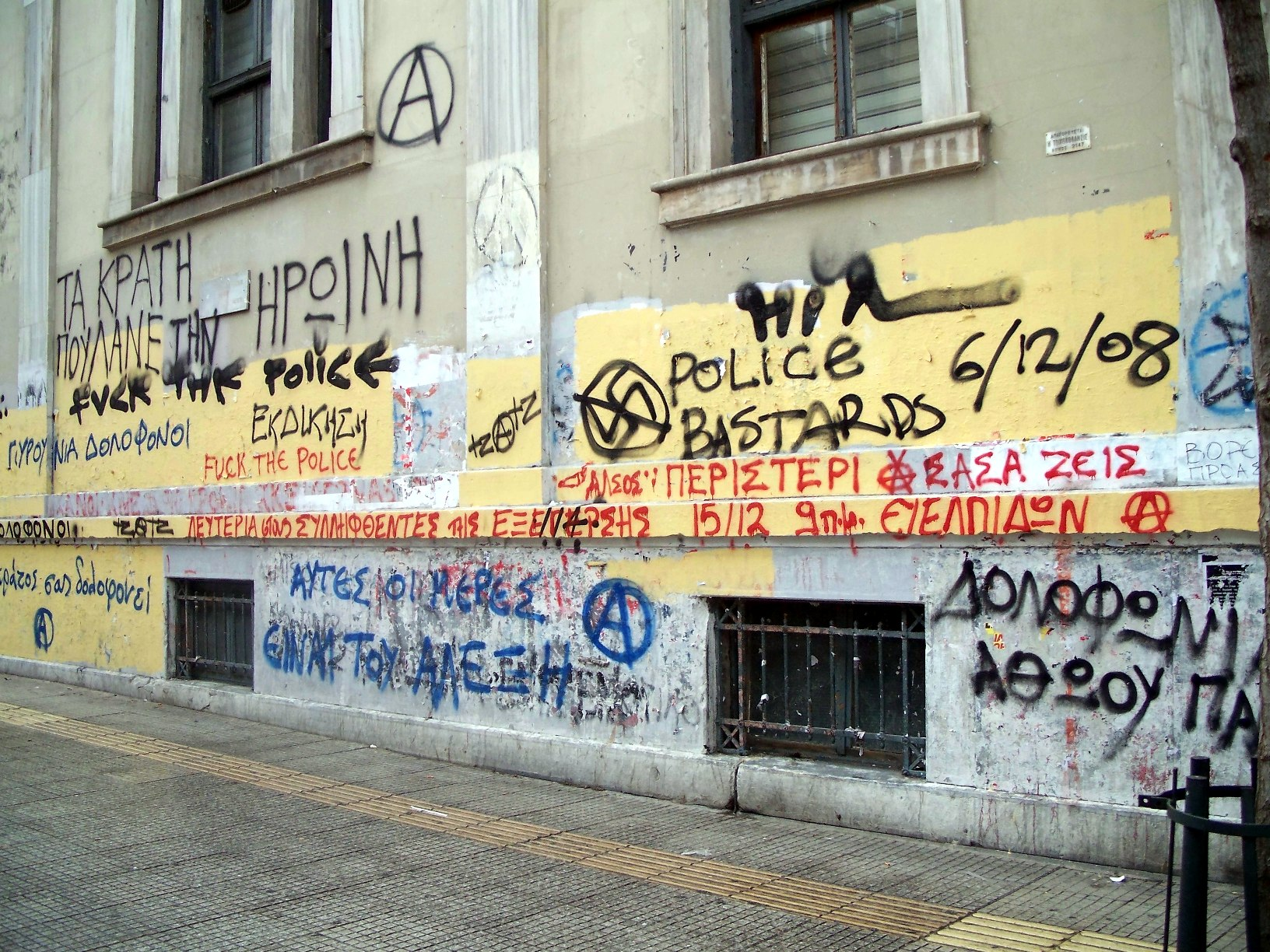
그리스 폭동 당시의 아나키스트 그래피티

앞서 언급했듯이 반란적 아나키즘 담론은 그리스에서도 관련된 것이다. 2008년 그리스 폭동 당시 조직주의자와 반란주의자들간의 오랜 논쟁이 다시 등장했으며 물리적인 충돌이 벌어진 경우도 있었다.
비공식 아나키스트 연맹(en:Informal Anarchist Federation, FAI)은 이탈리아의 반란적 아나키즘 조직이다. 2003년 이 그룹은 몇몇의 EU 기관을 대상으로한 폭탄 캠페인에 책임이 있다고 주장했다. 2010년에는 실비오 베를루스코니에게 보내는 편지에 협박의 메시지와 함께 총알이 발견되어 우체국 서비스가 중단된 적이 있었다. 편지에는 이탈리아 북부 도시 Libate의 교외에 있는 우체국에서 금요일에 발견 되었는데 다음과 같은 메시지를 포함하고 있었다. "너는 쥐처럼 죽게 될것이다." 2010년 12월 23일에는 로마에 있는 스위스와 칠레 대사관에 폭탄소포가 배달된 적이 있는데 FAI가 자신들의 소행이라고 주장하기도 했다. FAI는 본래 이탈리아 지하 아나키스트 조직의 연맹으로 시작했지만, 2011년 경부터는 FAI/IRF(Informal Anarchist Federation-International Revolutionary Front)라는 이름으로 국제조직의(보다 정확히는 국제 지하 아나키스트 혁명세포의 네트워크) 성격을 가지기 시작했다. 이 조직은 오늘날의 지하 아나키스트 운동중에서 가장 영향력이 강한 이들이 되었다.
스페인의 en:Iberian Federation of Libertarian Youth에서 2000년대 이후 반란적 아나키즘 경향이 나타나기도 했다.

## 이론
반란적 아나키즘은 모든 사회문제에 대한 이데올로기적 해결책이 아니며, 국가와 자본주의의 지속에 종지부를 찍기 위한 지속적인 실천이다. 역사를 통틀어 사회가 국가를 떠나게 할 정도로 진화할 것이라고 믿는 이들을 제외한 대부분의 아나키스트들은 반란적 아나키스트들이였다. 단순히 말하자면, 이것은 국가가 그저 시들어 버리지 않을 것이기 때문에, 기다림은 패배이며, 아나키스트들은 공격에 나서야 한다는 것이다. 필요한 것은 반란을 개시하고 착취되고 배제되는 이들 사이에 전복을 확산 시키는 것이다. 여러 반란적 아나키스트들은 공통된 문제를 제기한다. 만일 국가가 스스로 사라지지 않는다면, 우리가 이것을 끝내기 위해서 무엇을 해야 하는가? 그렇기에 이것은 주로 실천이며, 공격의 구성에 관한 것이다.
현대 반역 아나키즘에서 중요한 몇가지 요소는 과거의 일리걸리즘과 행위의 프로파간다에서 차용한 것이다.
1. "공격의 개념'은 반란주의 이데올로기의 핵심이다." 이것은 다음과 같은 시각이다. 비록 "프로파간다가 행동하는 방법을 명확히 해주긴 하지만" "우리가 반란의 길을 열 수 있게 해주는 행위는 프로파간다가 아니라 행동에 의하여 배워지게 된다.” 행동은 그 배움에 달려있다. 이탈리아 텍스트 Ai ferri corti(영:At Daggers Drawn)는 다음과 같이 언급한다. “사회적 격변에 대한 열정과 계급에 대한 개인적인 시각을 가진 개인은 즉시 무언가를 하고 싶어 한다. 만약 그 혹은 그녀가 공격을 계획하기 위해 국가와 자본의 변화를 분석한다면, 그런 명확한 생각을 가지고서 그저 잠들어 있을 수는 없을 것이다." 추가로 반란주의 텍스트 at daggers drawn에서 다음과 같은 언급이 있다. "전복적인 행동은 충돌을 일으킨 본래 원인이 무엇이든 간에 정상성을 마비 시키는 방향으로 행해져야 한다. 만일 학생들이 계속해서 공부만을 하고, 노동자들과 사무실 직원들이 그저 일을 하며, 실직자들이 고용만을 걱정한다면, 어떠한 변화도 일어날 수 없을 것이다." "반란의 힘은 단지 무력이 아니라 사회적인 것이다. 일반화된 반란의 중요성을 평가하는 척도는 무력 충돌이 아니라 반대로 정상성과 경제적 마비의 진폭이다."   "공격은 투쟁에서의 중재의 거부이며, 평화의 거부이고 희생, 적응, 타협의 거부이다."
2. 반역과 혁명: 혁명은 “구체적인 사건”이며, 매일 겸손히 건설해 나가야 하는 사회 혁명의 모든 해방의 특성을 지니지 않았다. 그 더욱 겸손한 시도란 반역이다. 가장 착취당하며 사회에서 배제되고 가장 정치적으로 민감한 소수의 봉기는 혁명으로 이어질 수 있는 반란의 흐름에 더욱 광범위한 착취 계층이 참여하도록 길을 열어준다.
3. 투쟁의 자기관리란 투쟁에 관여하는 이들이 결정과 행동에서 자율적이어야 한다는 것이다. 이것은 언제나 투쟁의 제어권을 쥐려는 통합적 조직과는 대조된다. 투쟁에서 단일한 제어권을 가진 통합적 조직은 현사회의 권력 구조에 쉽게 통합될 수 있다. 자기 조직화된 투쟁은 그것은 사회전반으로 퍼져 나갈때 본질적으로 통제될 수 없는 것이다. 제도와 기관은 행위의 프로파간다로 발전하며 스스로 확장하는 반란의 행위들을 두려워 하고 있다. 쉽게 재현될 수 있는 작은 행동, 모두에게 적용될 수 있는 간단한 수단은 그들의 단순하고 통제할 수 없는 자발성에 의한 것이다. "사람들이 쉽게 반복할 수 있는 작은 행동들을 양에 근거한 관계로서 바로 잡으려고 하는 것은 실수다. 이 충돌들이 중요한 이유는 사회의 합의를 유지하기 위해 끊임없이 수정되는 적의 복잡성 때문이다. 이 합의는 모든 수준에서 기능하는 휼륭한 사회적 관계의 네트워크에 달려있다. 가장 작은 방해는 행동 자체의 한계를 훨씬 넘어서는 피해를 일으킨다. 이것은 사회적 평화와 정치의 불안정한 균형을 만들어 내는 메커니즘과 계획과 이미지를 손상 시킨다."  이것은 또한 반역 아나키스트들이 자신을 전위대나 의식이 있는 사람으로 여기는 것이 아니라 “착취 당하고 배제되는” 사람들의 일부로 여긴다는 것을 보여준다.
4. 영속적인 조직 대신 일시적인 어피너티 그룹 : "조직은 구체적 과제를 위한 것이다. 따라서 우리는 당, 신디케이트, 영속적인 조직등 국가나 자본의 일부로 발전할지도 모르는 투쟁을 통합하려는 행동에 반대한다. 그러한 조직은 그것의 존재가 곧 목적이 된다. 최악의 경우에 그들은 먼저 조직을 만들고 나서 투쟁을 찾거나 만들어내려고 할 것이다. 우리의 임무는 행동하는 것이며, 조직은 하나의 수단이다. 따라서 우리는 행동이나 실천을 조직에 위임하는 것에 반대한다. 우리는 관리되는 투쟁이 아니라, 반란으로 향해가는 일반화된 행동이 필요하다. 조직은 특정 이해관계를 방어하기 위한 것이 아니라, 특정 이해관계를 공격하기 위한 것이어야 한다." 그렇기에 비공식 아나키스트 조직은 공통된 친밀성을 중심으로 모여지는 특정한 형태의 조직이다.
5. 개인과 사회라는 이분법의 초월 : “개인이 그의 삶을 그의 시각대로 재전유 하고자 하는 욕망은 제약과 통제된 상황을 부수고자 하는 욕망으로 이어지며, 반역은 이런 욕망과 함께  시작된다.” 하지만 다음과 같은 시각을 보자 "이것은 그들과 그들의 존재조건 사이의 분리를 극복 할 것을 요구한다. 특권을 가진 소수의 사람들이 존재 조건을 통제하는 곳에서는 대부분의의 사람들이 자신의 존재를 자신의 양식대로 결정하는 것이 불가능하다. 개성은 존재의 조건에 대한 평등한 접근이 현실인 사회에서만 융성할 수 있다. 이 평등한 접근이란 공산주의를 의미한다. 개인이 그런 접근권을 가지고서 무엇을 할것인가는 그들과 그 주변 사람들에게 달려 있는 것이다. 따라서 진정한 공산주의(full communism)에선 평등이나 개인의 정체성이 암시되어있지 않다. 어떠한 정체성이나 일반성으로 우리를 강제하는 것은 현재 시스템에 의해 우리에게 가해지는 사회적 역할이다."

## 인용문
| “ | 이것은 사회 평화에 대한 서사를 거부하고, 현 체제에 반대하며 저항하는 사람들이 존재한다는 부정할 수 없는 상황을 만들어낸다..... 이런식으로 공격은 사회적 혼란의 시기나 전환기에만 가능할지도 모르는 투쟁의 장을 형성시킨다. 이것이 효력을 발휘하기 위해서는 무질서의 신호가 그자체로 인식될 수 있는 사회적 관행과 연결되어야 한다. 그렇지 않다면 무시되거나 분쇄되어 라이프스타일의 기행과 연결되어 버릴것이다. 이웃 사람들은 그래피티나 깨진 창문이 아나키스트나 공개적으로 존재하는 어떤 그룹의 소행임을 명백히 인식해야 한다. 도시의 백색 소음으로 고립된 무실서의 신호는 무생물이나 미적 변형을 처리하기 위한 정책의 화학적 엄격함이 그것을 처리하는 것처럼, 거리에서 우리를 지워 버릴것이다. 무질서의 신호는 전염성이 있다. 이것은 세상을 그저 지나치기 보다는 그것을 만지고 바꾸길 원하는 사람들을 끌어들인다. 그들은 복제하기 쉽고, 우리의 통제나 예측을 넘어서며, 우리의 서클을 넘어 퍼져나간다. 그들은 공공 장소에서 우리를 다시 주장하며, 상업화를 역전시키고, 이웃을 우리에게 속하게 만들며, 사회가 다시 태어날 장을 형성한다...... 우리가 사소한 법을 어기고서 처벌받지 않을때, 우리는 국가가 약하는 것을 보여준다. 광고가 훼손되고 공적 공간이 해방될때, 우리는 자본주의가 완전하지 않다는 것을 보여준다. 그러나 동시에, 우리는 공격이나 무질서의 신호의 중요성을 과장하는 실수를 저질러서는 안된다. 때때로 우리는 갱일 필요가 있지만, 단지 우리가 갱일 뿐이고 어떤 시점에서 반사회적인 측면만 보일 경우, 우리는 전면적인 억압에 취약해 질것이다. 세상엔 적절한 배출구를 박탈당한 분노의 순환이 존재하고, 이들은 우리의 공격을 통하여 공명할 것이다. 그러나 이와 같이 진정한 표현의 가능성을 박탈당한 사랑도 존재한다. 사람들은 자본주의가 우리에게서 빼앗아간 연대와 공동체를 갈망한다. 이 고립의 미궁에서 탈출하는 방법은 사람들을 찾아 나서서 어딘가에서 만나는 것이다. 우리와 함께할 공모자를 찾기 위해 이들과 접촉하는 것이다...... 아나키스트들은 놀랄만한 외설 행위, 모든 정당한 원인에서의 부적절한 극단주의(“그들이 우리의 평화로운 행진에서 경찰차 4대를 태웠어!")와 마을에서 공짜 음식을 나누고, 거리 파티를 개최하며, 해적질한 영화를 빌딩벽에 프로젝팅하며, 도서관과 자전거 수리점을 운영하고, 시위에 출두 하는등("또 그 사랑스러운 아나키스트들이야!") 이 모든 행동에 동시에 책임이 있는 사람들이어야 한다. 모든 사람이 우리가 무서운 존재인지 사랑스러운 존재인지 혼란스러워 할때, 우리는 억압의 오른손과 회유의 왼손으로부터 가장 안전해질 수 있을 것이다. | ” |
|   | — A. G. Schwarz. signals of disorder |   |

| “ | 국가는 요새가 아니다. 너는 스위치를 꺼버림으로서 중단시킬 수 있는 기계나 엔진으로 이어지는 문을 결코 찾을 수 없을 것이다. 국가는 네가 말뚝으로 심장을 관통 시킴으로써 죽일 수 있는 괴물이 아니다. 이것은 아주 다른 것이다. 우리는 이것을 시스템으로서 비유해 볼 수 있다. 수천대의 기계와 스위치로 구성된 네트워크는 사회의 위에서 자신을 부과하지 않는다. 이것은 사회 내부에서 퍼져 나간다. 이것은 사생활의 영역까지 자신의 영향력을 확장하여 세포 수준의 단계에서 우리의 감정을 조작한다. 이것은 스스로 양심의 틀을 만들어 사람을 그처럼 변형 시킨다. 사회를 연결하고 결합하여 자신의 가치와 표준을 지속적으로 교환하면서 스스로를 키우며 신성화한다. 이 게임에서 구경꾼이란 없다. 우리 모두가 적극적인 역할을 맡고 있다. 적은 지배의 언어를 사용하는 모든 입에서 찾을 수 있다. 이것은 어떤 인종이나 사회계급에만 한정된 것이 아니다. 이것은 단지 배나온 양복쟁이와 지배자로 구성된 독재 같은 것도 아니다. 이것은 보스가 되고 싶어하는 프롤레타리아, 민족주의라는 독을 내뱉는 피지배층, 서구 문명을 영화롭게 하지만 자신의 사람에게는 독재자처럼 행동하는 이민자, 간수에게 다른 이들을 밀고해 버리는 죄수들, 권력을 환영하는 모든 사고방식, 그리고 이를 용인하는 모든 양심이다. 우리는 국가가 모든 비난을 받는 피해자 이데올로기를 믿지 않는다. 대제국은 그저 억압 위에 세워진 것이 아니다. 그것은 또한 모든 독재자의 시대를 초월한 로마 경기장에서 박수 치는 대중의 동의 하에 세워진 것이다. 우리에게 있어 혁명의 주제는 각자가 현재의 의무에서 스스로 해방시켜 지배적 질서에 의문을 제기하게 하고, 자유를 위한 범죄의 탐구에 참여하게 하는 것이다. | ” |
|   | — 불의 세포의 음모. The Sun Still Rises |   |

| “ | 삶은 단순히 집착할만한 것이 아니다. 이 생각은 모든 사람들에게 적어도 한번은 스쳐 지나가는 것이다. 우리는 우리를 신보다 자유롭게 만들 가능성이 있다. 우리는 끝낼 수 있다. 이것은 최후까지 음미할 수 있는 생각이다. 무엇도 우리에게 삶을 강요하지 않는다. 죽음조차 아니다. 그런 이유로 우리의 삶은 백지이며, 아무것도 쓰여있지 않지만 어떤 단어라도 쓰일 수 있는 가능성을 가지고 있다. 그런 자유로 인해, 우리는 노예로 살아갈 수 없다. 노예제란 삶이란 저주를 받은 자들, 영원에 얽매인 자들을 위한 것이지 우리를 위한 것이 아니다. 우리에게는 모험을 기다리는 미지의 영역과 아직 탐구되지 않은 사상, 우리에게 삶의 선물을 줄수 있는 이방인이 기다리는 미지의 세계가 있다. 그 미지의 세계가 마침내 지나친 자기 사랑을 떨치게 해줄 수 있는 것이다. 물론 위험도 있다. 잔혹함과 공포라는 위험. 마침내 삶이란 고통을 정면으로 마주하게 될것이다. 이 모든 것은 그가 기존의 일을 끝내기로 결정했을 때 마주하게 된다. 우리 동시대 인들은 일을 구걸하며 살아간다. 필사적으로 수천개의 의무를 저글링하면서, 그중 가장 슬픈 것은 그들 스스로가 즐기기도 한다는 것이다. 그들은 열광적 활동으로 자신의 삶을 결정할 능력을 상실하면서, 점점 더 수동적인 행동 양식으로 살아가게 된다. 그들은 거부의 가벼움을 알지 못한다. 우리는 살지 않기로 결정할 수 있다. 이것은 기쁨으로 인생을 열 수 있는 가장 아름다운 이유가 된다. 언제나 상황에 종지부를 찍을 때가 있을 것이고, 그 끝이 반란이나 놀이일 수 도 있다는 사실은 기쁨의 유물론이 말하는 방식이다. 우리가 행동하지 않기로 결정할 수 있다는 사실은 행동의 가장 아름다운 이유가 된다. 우리는 우리가 할 수 있는 모든 행위의 힘을 자신 안에 품고 있고, 어떤 보스도 우리가 아니라고 말할 가능성을 박탈할 수 없을 것이다. 우리가 누구인지, 우리가 무엇을 원하는지는 아니라는 말과 함께 시작된다. 그로부터 아침에 일어나야 할 유일한 이유가 태어났다. 그로부터 우리를 질식시키는 명령에 대한 무장 투쟁을 벌여야 할 유일한 이유가 태어났다. 한편으로는 습관과 확실성과 함께 그저 존재하는 것이있다. 그리고 확실히 그 사회의 독은, 그를 죽일 수도 있을 것이다. 다른 한편으로는 모든 삶을 향햔 미지의 폭발인 반란이있다. 그리고 이것은 자유 실천의 가능성을 열어줄 것이다. | ” |
|   | — At Daggers Drawn with the Existent, its Defenders and its False Critics |   |

| “ | 우리의 투쟁에서 우리를 보호하기 위해, 우리가 새로운 세계를 건설해갈 공간을 점거하기 위해, 우리를 살해하는 구조를 파괴하고 우리의 세계에서 우리를 분리 시키는 울타리를 돌파하기 위해서, 우리는 우리를 새로운 감옥의 탄생으로 이끌게 하지 않을 모든 전술이 필요하다. 맞서 싸움으로써 우리는 이미 지배의 사회관계를 전복하기 시작한다. 비폭력은 우리 앞에 놓여진 세계와의 투쟁에서 무능하다. | ” |
|   | — peter gelderloos, the failure of nonviolence |   |

| “ | 방대한 대중을 준비하는 것은 결코 혁명의 전제조건 중의 하나가 되어서는 안된다. 우리가 모든 대중들이 이 장대한 과업에 준비될 때까지 기다려야 한다면, 결국 아무것도 할 수 없을 것이다. 우리는 방대한 대중의 준비가 혁명의 결과일 것이며, 아마도 가장 직접적인 요소는 아닐 거라고 확신한다. 이와 반대로, 혁명적 아나키스트 소수자는 그들을 기다리는 역사적 과업에 대비 해야한다. “순수함”이라는 주장도 제거하자. 우리는 아나키스트들이 이끄는 반란에 참여할 뿐만 아니라, 다른 특성을 가진 모든 반란들, 심지어 우리의 미래의 적인 스탈린주의자들이 이끄는 반란 또한 참여해야 한다. 이런 경우, 우리는 사건이 진행되는 동안 권위주의의 진부한 경제적인 존재들과 대치하며 우리의 총체적인 해방의 프로그램을 가능한 지키면서 투쟁에서 더 좋은 장소를 쟁취하기 위해 투쟁해야 한다. 나머지를 확인하는 것은 반란 그 자체일 것이다. | ” |
|   | — Alfredo M. Bonanno, Why Insurrection? |   |

| “ | 공산주의와(물론 선행 정부의 모든 악행을 재연하기를 강요하는 국가에 의한 것이라는 의미가 아니라, 생산을 위한 모든 사람의 자유롭고 단합된 협력이라는 의미에서) 개인주의(개인의 자유의 개발과 어떠한 방식으로든 그의 자율성을 약화시킬 수 있는 기관과 다수와 소수의 권위를 부정한다는 의미에서) 사이에는 모순도 비호환성도 없다. 공산주의는 단순히 각 개인이 그들의 삶을 제어하고 그들의 개성을 발휘하기 위한 경제적 기반이다. 이 두 용어들은 서로를 보완한다. 그의 모든 특권, 특히 모든 특권들 중에서 가장 사악하고 근본적인 특권인 생산수단의 사적 소유와 교환에 대한 특권을 버리고자 하는 모든 아나키스트들. 그리고 그런 이유로 노동과 교환의 도구, 모든 생산수단이 만인의 것이 되길 열망하는 자들은 그들의 경제적 포부에서 공산주의자다. 마찬가지로 만일 그가 권위를 부정하고 모든 경제적 정치적 그리고 도덕적 지배자로부터 개인의 완전한 독립과 자율성을 실현시킬 수 있는 제도를 지지한다면 그는 필연적으로 개인주의자이다. | ” |
|   | — 루이지 갈레아니, The end of anarchism? |   |

## 같이 보기
- 일리걸리즘
- 직접행동
- en:Propaganda of the deed
- 수용적 아나키즘
- en:Black Bloc
- en:Anarchism in Greece
- en:International Anarchist Congress of Amsterdam (1907)에서 에리코 말라테스타의 연설
- en:The Coming Insurrection 2011년 '반란의 조짐'[40]이라는 이름으로 한국어 번역
- en:Tiqqun
- 프란시스코 사바테 요파르트

### 관련 그룹및 간행물
- Act for freedom now!
- 325 Magazine
- War on Society
- Insurrection News
- Inter Arma Greek insurrectionary portal
- Edizioni Anarchismo, Italian insurrectionary publisher
- Non Fides, French insurrectionary publication (in multiple languages)
- Material Anarquista
- Viva la Anarquia!
- Hommodolars, insurrectionary website
- Insurrectionary Anarchists of the Coast Salish Territories, Canadian insurrectionary anarchists
- Fire to the Prisons Magazine Consistent insurrectionary periodical out of the United States
- Killing King Abacus An insurrectionary anarchist publication from the USA
- At Daggers Drawn Insurrectionary anarchist publication translated from Italian by Jean Weir; a poetic overview of the insurrectionary perspective
- A Murder of Crows an insurrectionary anarchist magazine from Seattle